# Други англо-авганистански рат
Други Англо-авганистански рат вођен је у периоду 1878−1880. године.

## Узрок и повод за рат
Рат је поведен да би се сломио руски утицај који је преовладавао у Кабулу. Непосредни повод било је упорно одбијање Авганистанаца, храбрених од Руса, да приме у Кабулу британско посланство.

## Прва фаза рата
Три англо-индијске колоне кренуле су на Авганистан: генерал Семјуел Браун преко Хајбарског превоја, Фредерик Робертс преко Курамског, а Доналд Мартин Стјуарт преко превоја Хоџака. Роберт је савладао Авганистанце код превоја Пајвар 2. децембра 1878. године. На то је емир Шер Али напустио престоницу и круну, а његов син Јакуб Кан је уговором у Гандамаку пристао на британску окупацију кључних превоја и контролу авганистанске спољне политике. Обавезао се и на пријем британских посланика.

## Друга фаза рата
Убрзо су Авганистанци напали и побили целокупно британско посланство у Кабулу. Робертс је кренуо преко Курамског превоја, тукао Авганистанце код Чарасије 6. октобра 1879. године и 10. октобра ушао у Кабул. На место Јакуб Кана, који је абдицирао, на престо је дошао Абдур Рахман. Тек што је проглашен за емира, гувернер Херата, Ајуб Кан, Јакубов брат, кренуо је на Кандахар и опсегао га, пошто је претходно тукао слаб отпор Британаца код Мајванда. На то је Робертс дошао из Кабула, деблокирао Кандахар, предао га Абдур Рахману и повукао се у Индију. Овим ратом је британски утицај у Авганистану учвршћен на дуже време.